# Phurephu Ri
Der Phurephu Ri befindet sich im Zentral-Himalaya im Autonomen Gebiet Tibet (Volksrepublik China).
Der 6846 m hohe vergletscherte Berg befindet sich im Kreis Nyalam der bezirksfreien Stadt Xigazê.
6,37 km südsüdöstlich liegt der Langtang Ri. Der Gang Benchen (7281 m) befindet sich 17,1 km nordwestlich. An der Ostflanke des Phurephu Ri strömt der Phurephu-Gletscher in nördlicher Richtung. Ein Berggrat führt nach Nordwesten zum benachbarten Berg Gangphu Ri Shar (6769 m).